# Pimisi (métro léger d'Ottawa)
Pimisi est une station de train léger située à Ottawa, Ontario (Canada). Elle est située sur la ligne 1 du réseau O-Train. 

## Localisation
La station est construite à même le viaduc de la rue Booth, dans les plaines LeBreton. Elle est localisée près de la bibliothèque publique d'Ottawa, le complexe de bureaux des plaines LeBreton, le Musée canadien de la guerre, le Collège universitaire dominicain (en) et l'hôpital Saint-Vincent. Elle dessert le quartier de la Petite-Italie et le quartier chinois. 

## Histoire

### Toponymie
Lors de la phase de planification des travaux de l'O-Train, il est prévu de nommer la station « Lebreton », en l'honneur du capitaine John Le Breton, mais sur proposition des communautés anichinabés, le nom Pimisi est choisi. Pimisi est un mot de langue algonquine signifiant « anguille ».

### Chronologie
La station Pimisi remplace la station Lebreton, une station de bus rapide située sur le Transitway d’Ottawa. La station Lebreton fait partie du réseau originel du Transitway, inauguré en novembre 1983,.

## Aménagement

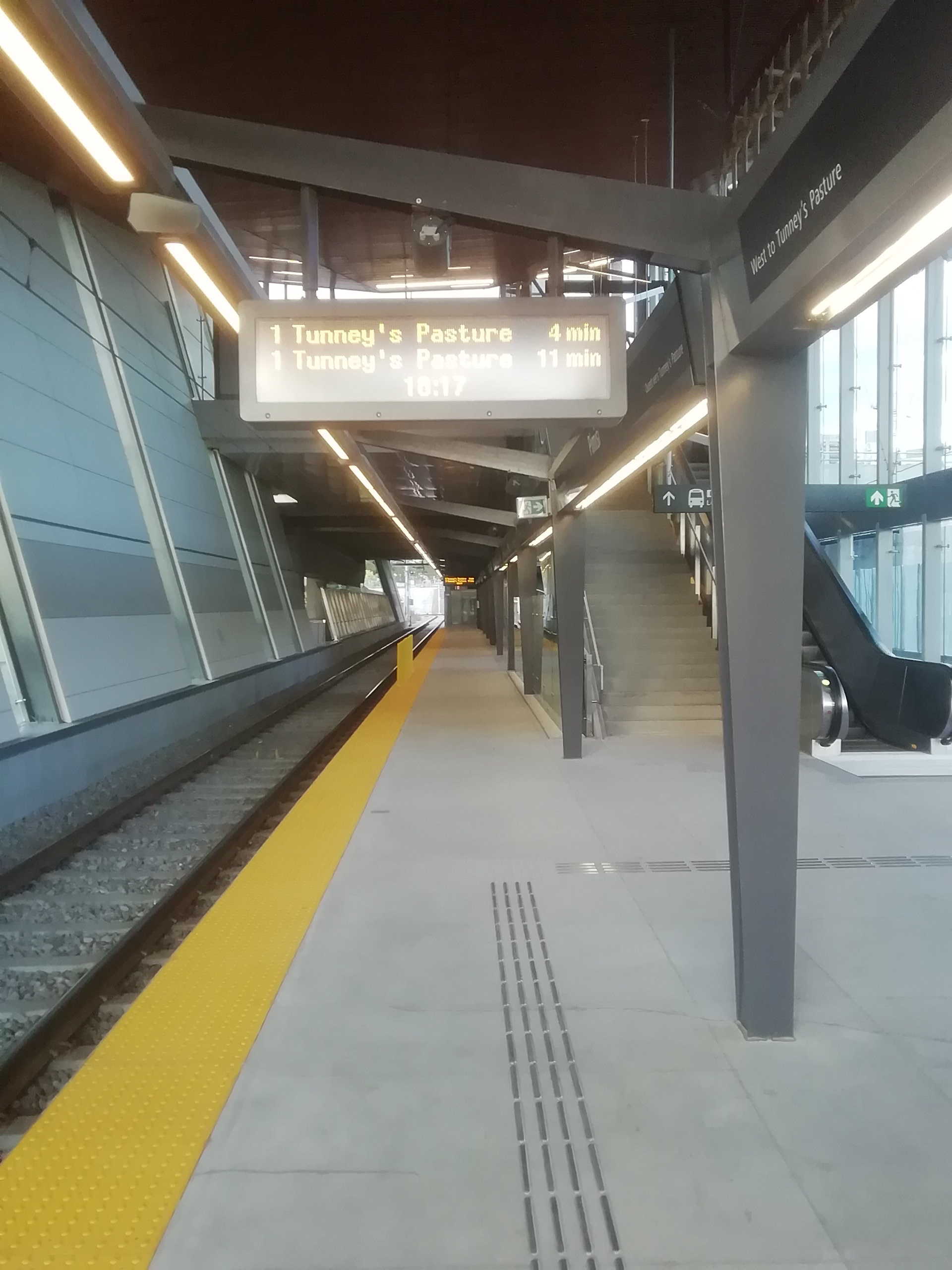
La station, sans transept, est dotée de deux édicules donnant accès à un unique quai central.

La station est dotée d'un quai central au niveau des voies. Au-dessus des voies, deux édicules de part et d'autre de la rue Booth servent d'accès principaux. Les tourniquets y sont aménagés. Sous les voies, un accès secondaire permet d'accéder à la station depuis les espaces verts au nord . 
La station présente plusieurs œuvres d’artistes algonquins. L'œuivre de Nadia Myre, Eel Spirit, Basket, and Fence est un triptyque composée de deux sculptures installées sur le parvis au nord de la station représentant une anguille et un panier, ainsi que d'une série d'évocations de la forêt intégrée aux verrières du niveau quai. Le parvis de la station comprend également la sculpture Algonquin Moose de Simon Brascoupé, tandis qu'une autre de ses œuvres, Algonquin Birch Bark Biting Designs, est intégrée à la verrière de l'accès du côté ouest de la rue Booth. Enfin, Màmawi: Ensemble est une œuvre mettant en scène 100 pagaies en bois suspendues au dessus du quai. Cette œuvre a été réalisée par quatre artistes anichinabés, Emily Brascoupé-Hoefler, Doreen Stevens, Sherry-Ann Rodgers et Sylvia Tennisco, et des membres de leur communauté d'origine, dirigés par Brascoupé.